# باولا جيرارد
باولا جيرارد (بالإنجليزية: Paula Gerard)‏ هي فنانة أمريكية، ولدت في 1907، وتوفيت في 1991 في شيكاغو في الولايات المتحدة.